# Bartman Meets Radioactive Man
The Simpsons: Bartman Meets Radioactive Man è un videogioco a piattaforme pubblicato nel 1992 dalla Acclaim per Nintendo Entertainment System (NES) e Sega Game Gear. Sviluppato dalla Imagineering, questo videogioco a scorrimento orizzontale vede protagonista Bart Simpson impegnato nel salvare l'Uomo Radioattivo, il suo supereroe dei fumetti preferito.

## Il gioco
All'inizio di Bartman Meets Radioactive Man, Bart Simpson è a casa e a leggere un fumetto dell'Uomo Radioattivo, quando salta fuori il personaggio del Ragazzo Ionico, aiutante dell'Uomo Radioattivo, e dice a Bart che deve entrare con lui nel fumetto per salvare l'Uomo Radioattivo, che è tenuto prigioniero in una prigione orbitante. Una volta dentro al fumetto, Bart si trasforma nel suo alter ego supereroe Bartman, e deve sconfiggere tutti i malvagi che hanno fatto perdere i superpoteri all'Uomo Radioattivo: Swamp Hag, Dr. Crab e Lava Man. Dopo aver raccolto tutti i poteri rubati, Bart deve infine trovare l'Uomo Radioattivo e collaborare con lui per sconfiggere Brain-O "il magnifico", la mente criminale che ha organizzato l'intero piano.
Bartman Meets Radioactive Man è un videogioco a piattaforme a scorrimento orizzontale. Nel corso dei quattro livelli, Bart dovrà affrontare svariati nemici, con a disposizione soltanto cinque punti vita, che però possono essere recuperati. Questo è possibile facendo raccogliere a Bart i "segnali radioattivi". Il giocatore può inoltre raccogliere delle icone luminose che danno a Bart l'abilità di sparare raggi di energia contro gli avversari. Le sue altre armi sono i calci e i pugni. Inoltre, Bart dovrà evitare le trappole mortali sparse in tutti i livelli.
Questo è l'unico videogioco dei Simpson dove si usa solo Bart in versione Bartman.